# Johannes Moser (Musiker)

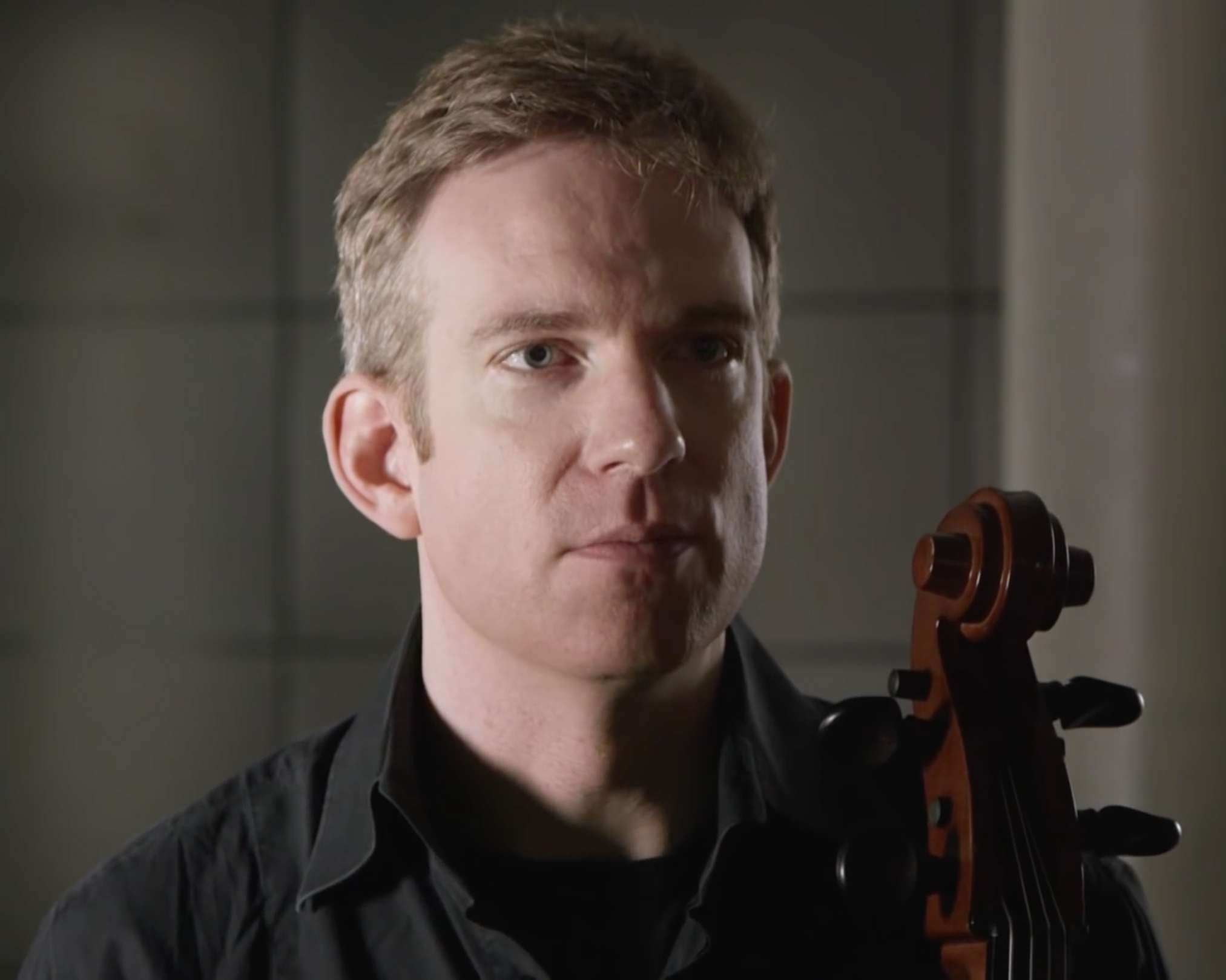
Johannes Moser, 2015

Johannes Moser (* 14. Juni 1979 in München) ist ein deutscher Cellist und Hochschullehrer.

## Leben
Moser entstammt einer Musikerfamilie: Seine Mutter ist die Sopranistin Edith Wiens (* 1950), sein Vater der Cellist Kai Moser, sein Bruder der Pianist Benjamin Moser (* 1981), seine Tante die Sopranistin Edda Moser, sein Großvater der Musikologe Hans Joachim Moser und sein Urgroßvater der Geiger und Pädagoge Andreas Moser.
Johannes Moser begann 1996 mit einem Studium bei Wen-Sinn Yang und setzte es bei David Geringas an der Hochschule für Musik „Hanns Eisler“ Berlin fort, das er 2005 mit Auszeichnung abschloss. Seit dieser Zeit konzertiert er mit den Berliner Philharmonikern, London Symphony Orchestra und dem London Philharmonic Orchestra, dem Symphonieorchester des Bayerischen Rundfunks, Gewandhausorchester Leipzig, das Deutsche Symphonie-Orchester Berlin, dem Royal Concertgebouw Orchestra, Chicago Symphony Orchestra, Philadelphia Orchestra, New York Philharmonic, Boston Symphony, Los Angeles Philharmonic, in Tokio mit dem NHK-Sinfonieorchester und Israel Philharmonic Orchestra, unter Dirigenten wie Herbert Blomstedt, Pierre Boulez, Semyon Bychkov, Gustavo Dudamel, Valery Gergiev, Manfred Honeck, Paavo Järvi, Wladimir Jurowski, Mariss Jansons, Lorin Maazel, Zubin Mehta, Kent Nagano, Riccardo Muti, Yannick Nézet-Séguin, Christian Thielemann und Franz Welser-Möst.
Johannes Moser trat beim Schleswig-Holstein Musik Festival, bei den Festspielen Mecklenburg-Vorpommern, beim Kissinger Sommer, beim Rheingau Musik Festival sowie den Festivals in Montreux, Meran, Locarno, Stresa, Harrogate, Verbier, Gstaad und Moritzburg auf.
Seine Diskographie wurde mit dem Preis der Deutschen Schallplattenkritik und zweimal mit dem „ECHO Klassik“ ausgezeichnet.
Während des Studiums errang er erste Preise beim „Internationalen Karl Davidoff Wettbewerb 2000“ in Riga und beim „Felix-Mendelssohn-Bartholdy-Preis der Deutschen Hochschulen 2001“, außerdem wurde ihm der Förderpreis des Schleswig-Holstein Musik Festival 2001 zugesprochen. Im Jahr 2003 wurde er mit dem Bayerischen Kunstförderpreis ausgezeichnet, 2014 mit dem Brahms-Preis des Landes Schleswig-Holstein. Er war Stipendiat der Studienstiftung des deutschen Volkes. Beim Tschaikowski-Wettbewerb in Moskau gewann Moser im Jahre 2002 den 2. Preis (bei Nichtvergabe des 1. Preises) sowie den Sonderpreis für die beste Interpretation der Rokoko-Variationen. Er spielt ein Cello von Andrea Guarneri aus dem Jahre 1694 aus einer privaten Sammlung sowie ein modernes Cello von Ragnar Hayn.
Seit Oktober 2012 hat Moser eine Professur für Violoncello an der Hochschule für Musik und Tanz Köln inne.

## Filmographie
- Ein Tag im Leben des Cellisten Johannes Moser (WDR/ARTE 2012, 30 min) – Regie: Holger Preuße, Kamera: Svea Andersson